# 库尔塞奥恩格
库尔塞奥恩格（Kurseong）(孟加拉语: কার্শিয়াং), 是印度西孟加拉邦大吉岭县的一个城镇。总人口40067（2001年）。

## 人口
该地2001年总人口40067人，其中男性20468人，女性19599人；0—6岁人口2504人，其中男1273人，女1231人；识字率83.75%，其中男性为87.79%，女性为79.52%。